# Hernán Precht
Hernán Alejandro Precht Bañados (Santiago, 6 de enero de 1948) es un arquitecto y  académico chileno 

## Biografía
Hijo de Héctor Precht  y de Marta Bañados, tiene dos hermanos.
Estudió en el  Saint George’s College y después en la Facultad de Arquitectura de la Universidad Católica de Chile, donde obtuvo el título de arquitecto en 1972.

## Carrera profesional y académica
Como arquitecto, fundó la firma Arquiform & Arquitectos Asociados.
En 1988 Hernán Precht fue invitado a formar la Universidad Nacional Andrés Bello (UNAB). Fundó la Facultad de Arquitectura de dicha casa de estudios. Ejerció como decano de la Facultad de Arquitectura y Construcción hasta diciembre de 1998.

## Carrera mediática
En la década de 1990 Hernán Precht trabajó como conductor de televisión en Canal 13, donde participó en la serie de programas denominados Decisión '89.
Estuvo a cargo del programa Creaciones hasta 1997, y también participó durante diez años en Almorzando en el Trece, junto a periodistas como Karin Ebensperger, Marina de Navasal y Raúl Matas.
Además, ha sido columnista en revistas y diarios, como el suplemento Wikén de El Mercurio, La Segunda